# Andrew (Iowa)
Pour les articles homonymes, voir Andrew.
Andrew est une ville du  comté de Jackson, en Iowa, aux États-Unis. Elle est incorporée le 4 août 1863.

## Source de la traduction
- (en) Cet article est partiellement ou en totalité issu de l’article de Wikipédia en anglais intitulé « Andrew, Iowa » (voir la liste des auteurs).